# Gischau
Gischau is een voormalige gemeente in de Duitse deelstaat Saksen-Anhalt, en maakt deel uit van het district Altmarkkreis Salzwedel. Sinds 1 januari 2010 maken de twee Ortsteilee waar de gemeente uit bestond, Groß Gischau en Klein Gischau, deel uit van de gemeente Beetzendorf.